# Wickerode
Wickerode è una frazione del comune tedesco di Südharz, nella Sassonia-Anhalt.

## Storia
Wickerode fu citata per la prima volta nel 1111 come Wigharderode, e costituiva un piccolo centro rurale.
Il 1º settembre 2010 il comune di Wickerode fu aggregato al comune di Südharz.